# 이누카이 내각
이누카이 내각(犬養内閣)은 입헌정우회 총재, 중의원 의원 이누카이 쓰요시가 제29대 내각총리대신으로 임명되어, 1931년 12월 13일부터 1932년 5월 26일까지 존재한 일본의 내각이다.

## 재직 기간
- 1931년(쇼와 6년) 12월 13일 ~ 1932년(쇼와 7년) 5월 26일
- 재직 일수 : 166일